# アルトルスハイム
アルトルスハイム (ドイツ語: Altlußheim) は、ドイツ連邦共和国バーデン＝ヴュルテンベルク州ライン＝ネッカー郡に属する町村（以下、本項では便宜上「町」と記述する）。

## 地理

### 位置
アルトルスハイムは、 ライン川湾曲部右岸沿いのオーバーライン地溝帯に位置し、ライン＝ネッカー大都市圏に含まれる。居住区域は、河岸段丘の下部段丘突出部にあたる。西部はライン川の湿地であり、南東部はハルトヴァルトの一部をなす。町域をクリークバッハ川が貫き、ライン川に注ぐ。

### 隣接する市町村
この町の西を流れるライン川の対岸はラインラント＝プファルツ州の都市シュパイアーで、連邦道B39号線の橋が両岸を結んでいる。北東にホッケンハイムが位置する。この町の中心部からわずか1kmほど東にノイルスハイムがある。アルトルスハイムの町域は、ノイルスハイムを半円形に取り囲むように延びている。東はライリンゲン、南はオーバーハウゼン＝ラインハウゼンである。

## 歴史

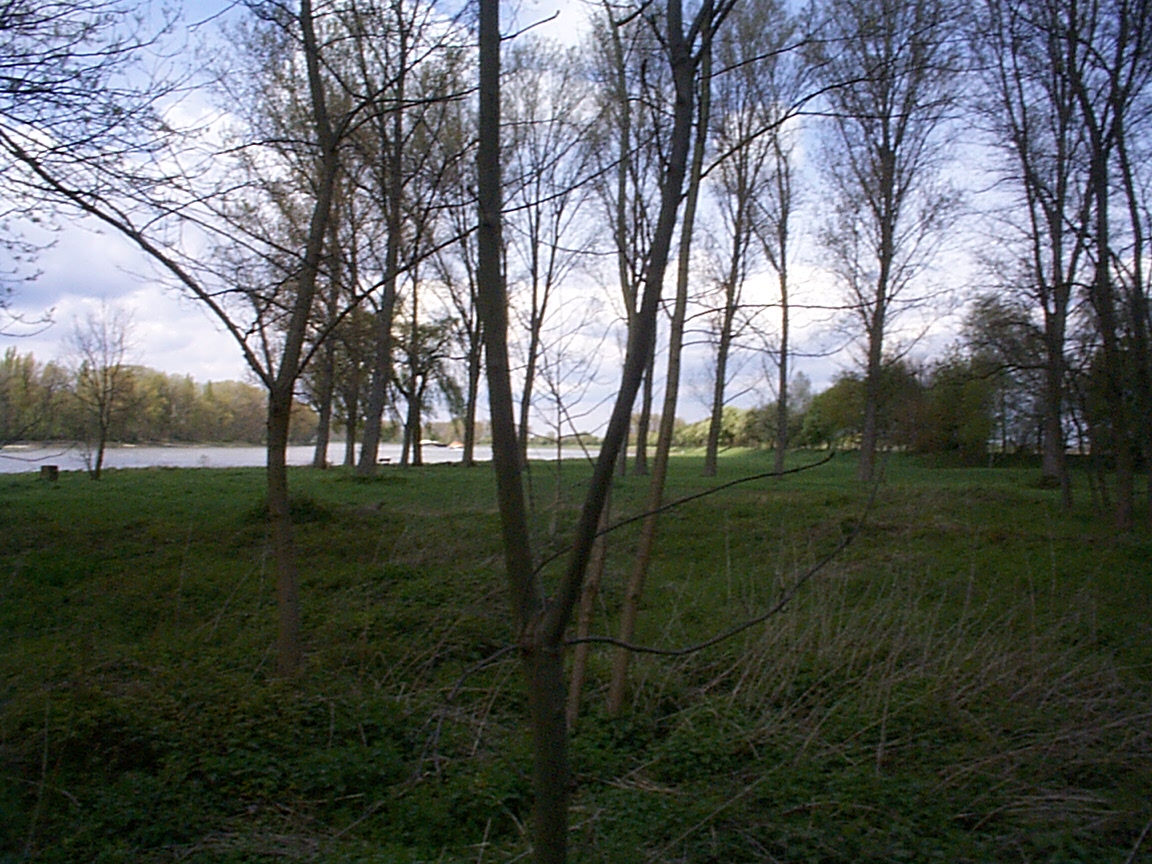
アルトルスハイム付近を流れるライン川

何世紀もの歴史の中で、この町は、様々に呼び名が替わっている。Lossa, Locze, Loszem, Lossem, Lozsheim, Lohsheim, Lussem, Luzheimで、後にLußheimとなった。
ルスハイムは、前史時代には、元々ローマ街道沿いの漁業集落であった。住民はライン川の湾曲部の魚を捕って生活していた。村には異教の神殿が築かれ、高い地位を有していた。後にこの場所に教会が築かれた。

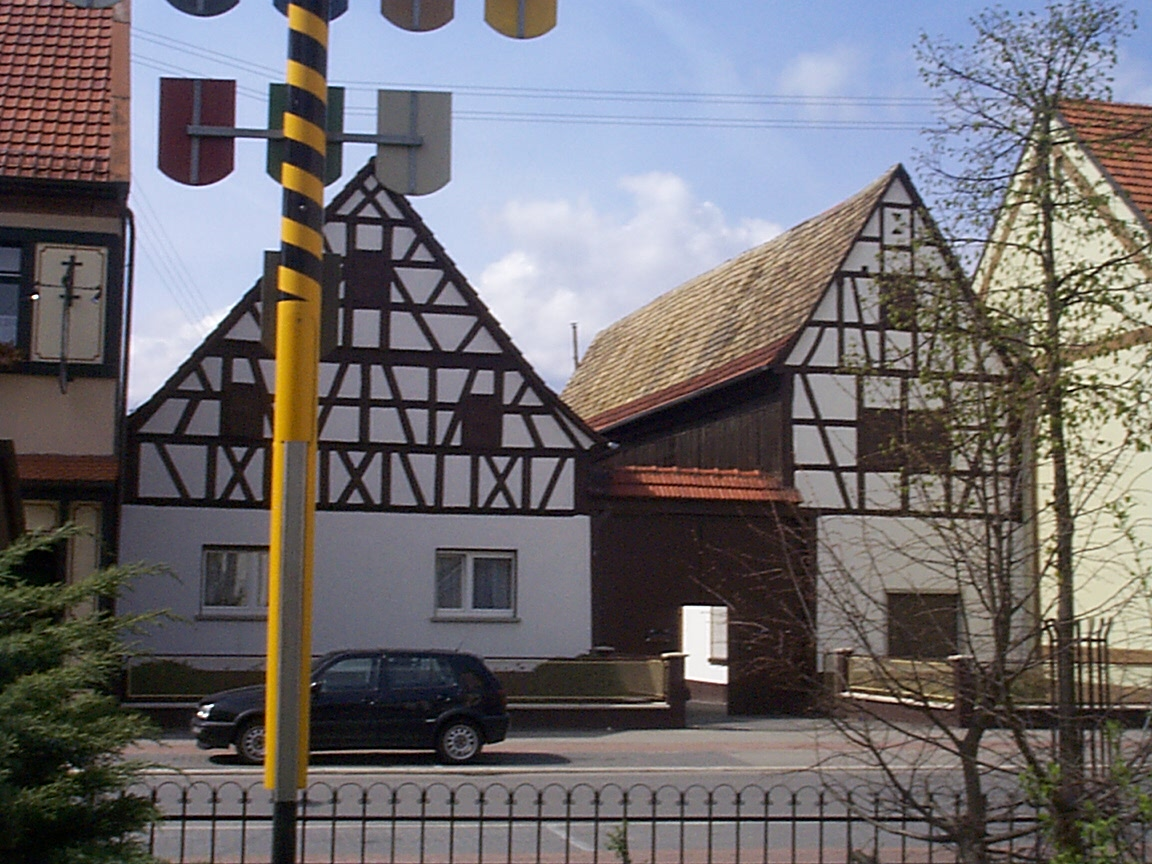
フランク風の農家

496年から497年に、フランク人たちが、この地を治めていたアレマン人を攻撃し、ムルク川にまで追いやった。ルスハイムは、間違いなく、フランク人の定住を起源とする町である。名前の語尾につく –heim は、現在も例えばラインホイザー通り8番やハウプトシュタラーセ74番にあるようなフランク風の農場が築かれていたことを示唆している。一連の出土品も、ここがラインフランク起源であることを物語っている。位置的にも、アルトルスハイムは、中世のフランケン地方の一部であるラインフランケン地区の中心部に位置している。法的には、「Loszem」はラインフランケン公領に属した。ルスハイムに初めて言及している史料は、946年の文献で、「Luzheim」と記しているのだが、ラインフランケン公コンラートがシュパイアー司教レギナルト1世に贈与したという内容のものである。司教ギュンターは1148年にルスハイムを、新たに創設されたシトー会のマウルブロン修道院に寄贈した。マウルブロン修道院は村長、住民、農奴に対するあらゆる権利を行使し、教会の収入や、村の所得から多額の十分の一税を徴収した。1156年に皇帝バルバロッサは、この村の保護権を要求したが、この権利は大空位時代にシュパイアー司教に戻された。
14世紀に、この修道院はライン宮中伯の高権下におかれた。ライン宮中伯フリードリヒとヴュルテンベルク公ウルリヒの深刻な対立により、ルスハイムの住民は過酷な苦労を強いられた。両者の戦端が開かれると、この村はほぼ完全に破壊された。ルスハイムは長年にわたって保護権者とシュパイアー司教との軋轢に曝され続けたのである。ヴュルツベルク公がライン宮中伯を壊滅的に下した1504年以降にやっと平穏な状態を取り戻した。マウルブロン修道院はヴュルテンベルクの管理下に収められ、ルスハイムにおける諸権利もこれに伴い移管された。
この頃、住民の多くはマウルブロン修道院の農奴であった。この状態は18世紀の中頃まで続いた。三十年戦争およびプファルツ継承戦争では1689年にルスハイムは破壊された。1692年のこの村には、18人の村民、13人の未亡人、28人の孤児が住むだけだった。住民の2/3と村長のヨハン・コンラート・ツァイテルンは、敵対する兵士に殺害された。教会、司祭館、村役場や多くの住居、納屋が焼き払われた。
1774年、シュパイアー大聖堂建設のため、アルトルスハイムのレンガ工場は、20万個のレンガブロックを採掘、焼成、供給しなければならなかった。1804年から1822年にシュパイアーまでライン川の堰が築かれ、排水工事がなされたことで、農業に利用可能な土地が多く現れ、いくつもの大規模農場が造られた。
アルトルスハイムの農場では早くからタバコが栽培されていた。この頃から、深い森に覆われた地域の開拓が始まり、開拓地からノイルスハイムが成立した。森の広さは縮小してゆき、1550年から財産法上の登記が行われた。ノイルスハイム地区を除いた1803年のアルトルスハイムの広さは2133モルゲンで、このうち903モルゲンが耕地（3/4が農業用地、1/4が放牧地）、町共有の森が205モルゲン、ラインの森が100モルゲン、925モルゲンが私有の森であった。
この頃、ライン川の堰に州道ハイルブロン – シュパイアー線が造られた。これにより、工業が発展し、労働者階級が興り、その家族のためのサービス業がもたらされた。商業も土地に定着した。
1806年にルスハイムは新たに創設されたバーデン大公領に組み込まれた。1821年にはノイルスハイムが独立した。これに伴い、混同を避けるためルスハイムはアルトルスハイム（古いルスハイム）と改名した。その後、アムト・シュヴェツィンゲンに属したこの町は、1924年にアムトベツィルク・マンハイム（後のマンハイム郡）の一部となった。
政治的には、第一次世界大戦以前は、1903年にドイツ社会民主党に抜かれるまでは国家自由主義が最も勢力を持っていた。ヴァイマル共和政時代は、1930年まで左党が2/3の支持を集めていた。1933年にNSDAPが43.8%の票を集め躍進した。

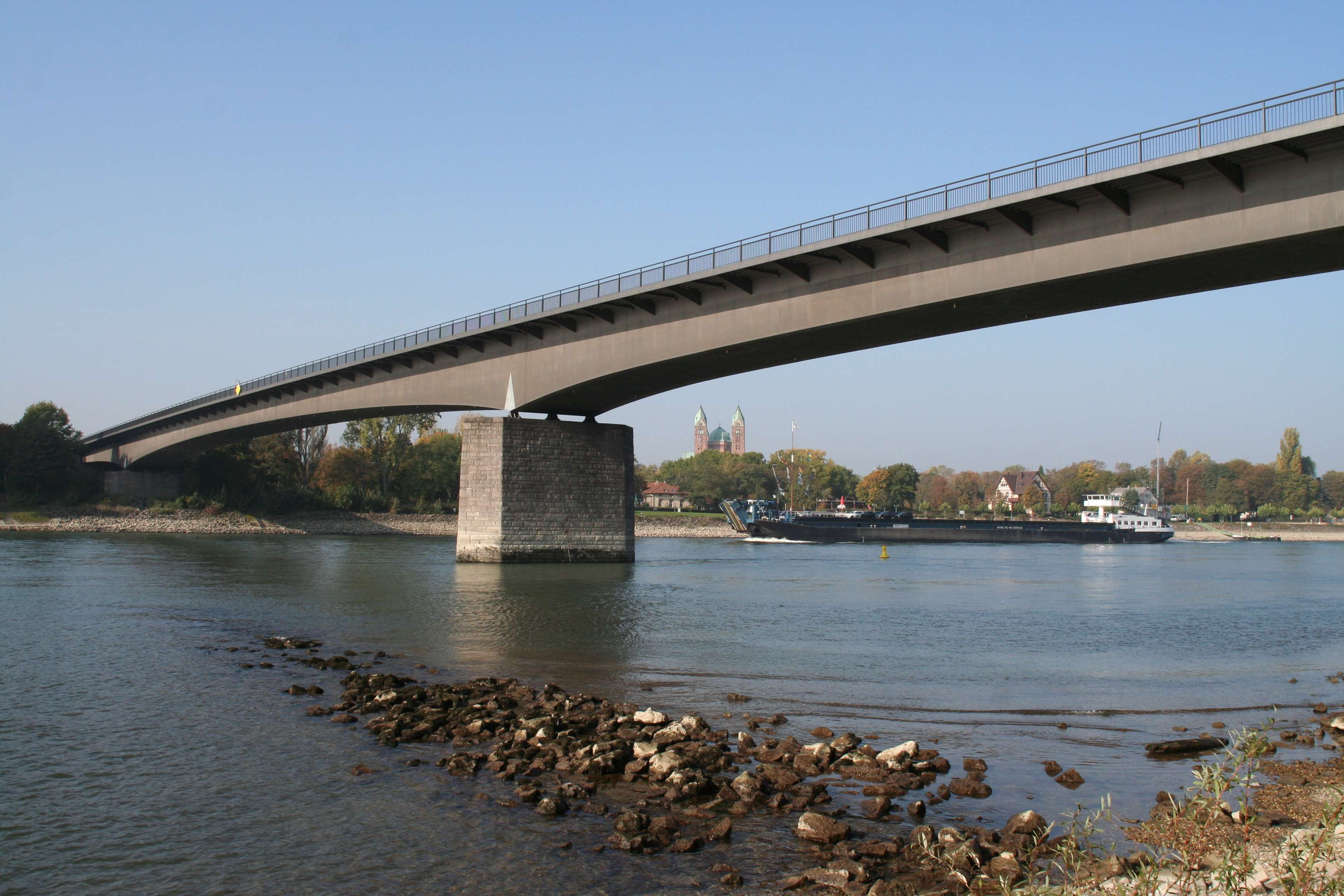
ザリアー橋

元々漁業集落であったルスハイムは、ライン川の渡しでも重要であった。渡船権や渡し守（当時は「フェルゲンマイスター」と呼ばれていた）は、ルスハイムとケッチュが掌握していた。ライン川の渡船は、当時すでにアルトルスハイムの人にとって経済的重要性を持っていた。1840年に浮き橋が設けられ、1938年に渡しは鉄道および道路の橋に取って代わられた。第二次世界大戦末期の1945年にこの橋は破壊された。1955年、シュパイアーへの道路として現在のザリアー橋の場所に橋が架けられ、1970年代には、ドムシュタットの北に連邦アウトバーンA61号線のピローネン橋が架けられた。
1973年、バーデン＝ヴュルテンベルク州の郡の再編に伴い、マンハイム郡は廃止され、アルトルスハイムは新たに創設されたライン＝ネッカー郡に属すこととなった。
| 年   | 1598 | 1777 | 1834 | 1875  | 1905  | 1939  | 1961  | 1967  | 1970  | 1991  | 1995  | 2000  | 2005  | 2010  | 2015  |
| 人口 | 390  | 492  | 868  | 1,340 | 2,079 | 2,611 | 4,151 | 4,641 | 4,764 | 5,297 | 5,346 | 5,092 | 5,317 | 5,239 | 5,708 |

### 宗教

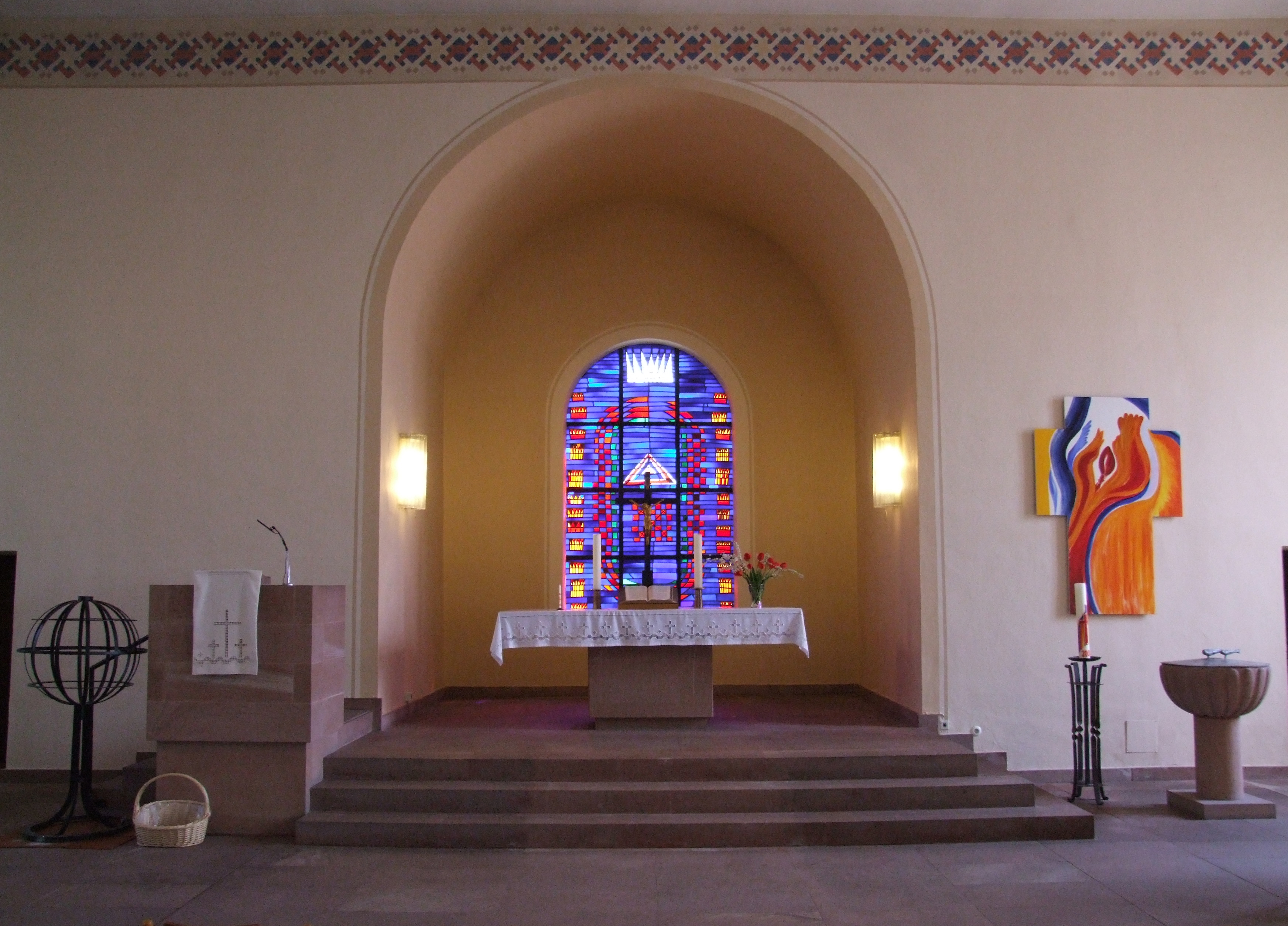
アルトルスハイムのプロテスタント教会祭壇室

ヴェストファーレン条約以後、住民は主にプロテスタント信者で、1925年には人口の約96.4%を占めた。第二次世界大戦以後、難民の受け容れなどによりカトリック信者が増え、1967年には約30%にまでなった。

## 行政
この町は、ホッケンハイム行政共同体を構成する自治体である。

### 議会
この町の議会は、14議席で、5年ごとの直接選挙で選出される。これに加えて、首長が議会の議長を務める。

### 紋章
図柄: 黒地に三峰の緑の山。その背後から、赤い爪と赤い舌を見せる金の獅子が現れる。その前足には金の司教杖が握られている。
この紋章は、アルトルスハイムが、獅子で象徴されるプファルツ選帝侯領に属すとの勘違いに基づき作成された。1513年以降の印章には、ロバ(Maultier)が描かれ、マウルブロン(Maulbronn)修道院への帰属を示し、したがって1557年以降はヴュルテンベルク公領への帰属を示していた。勘違いは、19世紀にこの町が用いていた質の悪い彩色印章による。現在の紋章は、Generallandesarchivの推奨により、1900年に採択された。
旗は黄色 – 黒で、1959年5月16日に内務省の認可を得た。

### 友好都市
- ゲルスドルフ（ドイツ、ザクセン州）1990年

## 文化と見所

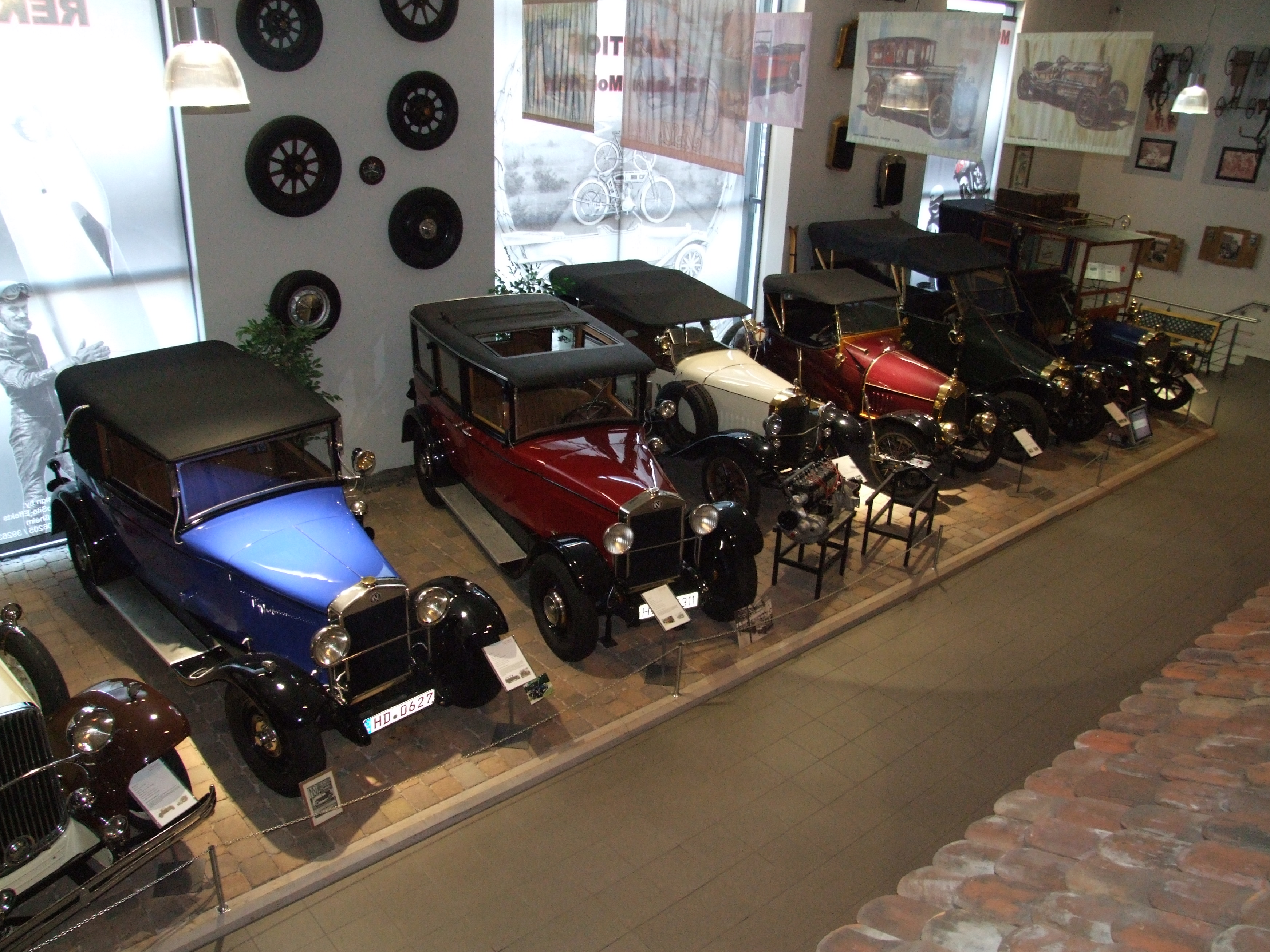
Autovision博物館

### 博物館
アルトルスハイムには、Autovision博物館がある。ここには、NSU社製の自動車、オートバイ、自転車の質の高いコレクションが収められている。一貫したテーマは「ロータリーエンジン」であるが、これ以外のエンジンや一連の実験に関するコレクションも展示されている。
もう一つの博物館は、理容マイスターのヴィリ・デル創設の「シュヌーテプッツァーの理容博物館」である。ここには、パーマネントウェーブの装置から20世紀の完全な美容室まで、珍しくて貴重なコレクションが展示されている。

### 音楽
1927年にアルトルスハイム音楽クラブが創設された。オーケストラには30人以上の演奏者が所属している。青少年部門には40人が所属している。1997年からは、この他にグッゲンミュージック（スイスから南ドイツの伝統音楽）のグループも活動している。このグループはドイツ全土や近隣諸外国でもパフォーマンスを行っている。

### 建築

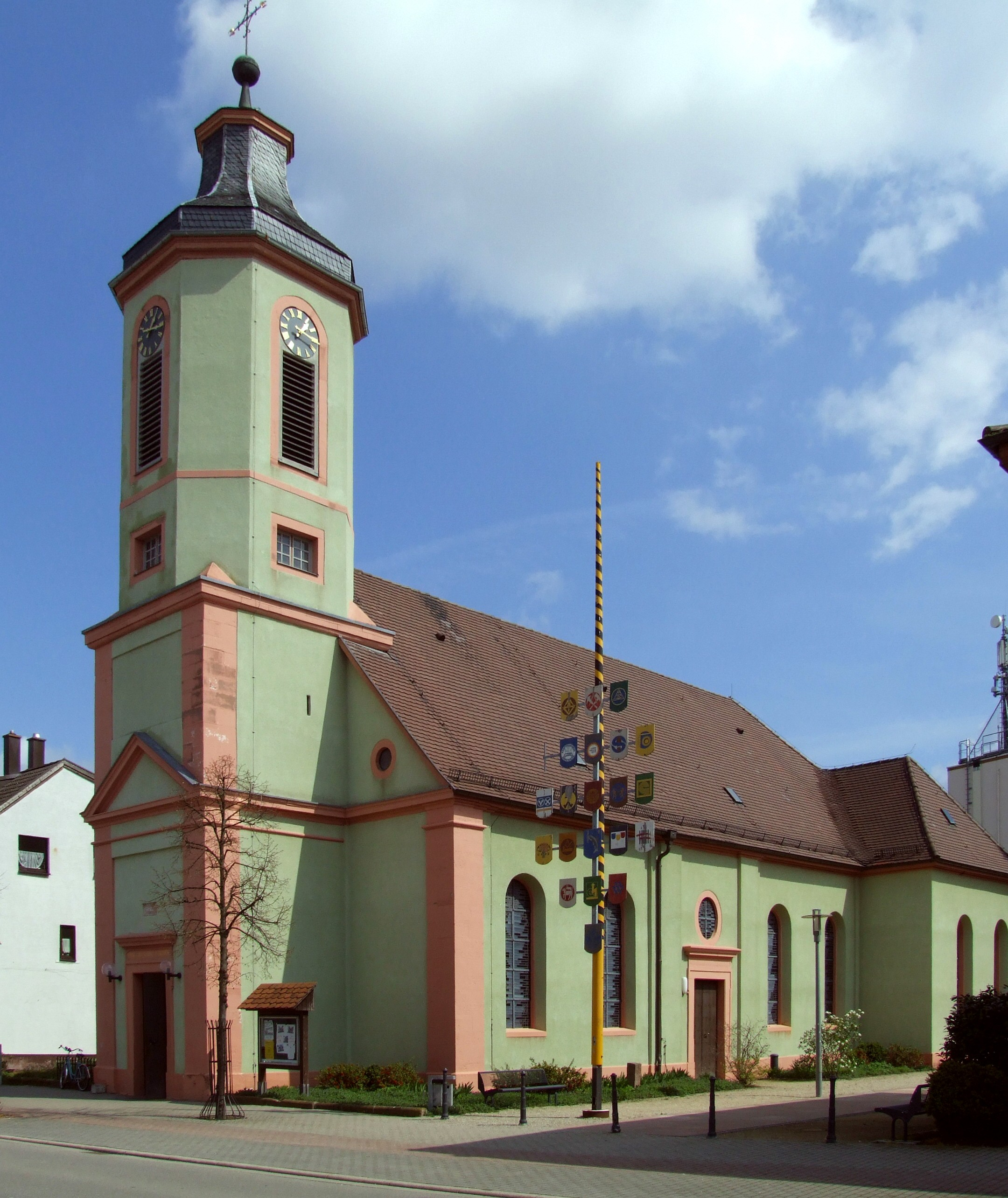
プロテスタント教会

プロテスタントの聖ニコラウス教会は、18世紀に建設され、1829年にヤーコプ・フリードリヒ・ディッカーホフの設計に基づき拡張された。玄関のある塔は建物の西側にある。塔の3階までの下部は方形で、その上に八角形の鐘楼室がある。長堂東部には翼廊型の内陣が設けられている。1963年の改修で長堂の3方向にギャラリーが設けられた。オルガンケースは1805年に造られた。洗礼盤の、砂岩で造られた貝を象った水盆は、18世紀の作品である。

### 余暇
町の南に、ブラウゼーの余暇施設がある。砂の湖岸を有し、水浴びできるこの湖には、夏の間、1日15,000人が訪れる。
フォーゲルパークは1972年に開園した。この公園は、文化行事やコンサートにも利用されている。

## 経済と社会資本

### 交通
アルトルスハイムは、連邦道B39号線沿いの交通の便の良い場所にある。町の北をアウトバーンA61号線が、東をA6号線が通っている。
バス路線が、ハイデルベルク、シュパイアー、オーバーハウゼン＝ラインハウゼンに通じている。ライン川の橋の近くに、かつての鉄道ハイデルベルク – シュパイアー線の旧ルスハイム駅がある。アルトルスハイムは、ライン＝ネッカー交通連盟のサービス提供地域に含まれる。

### メディア
「シュヴェツィンガー・ツァイトゥング」と「ホッケンハイマー・ターゲスツァイトゥング」がアルトルスハイムの地域生活につながるローカルニュースを掲載している。両紙は、「マンハイマー・モルゲン」紙に属している。

## 人物

### 出身者
- ベルンハルト・ゲーヴァイラー（1879年 – 1932年）バーデン共和国の国会議員

### ゆかりの人物
- エミール・フロンメル（1828年 – 1896年）プロテスタントの神学者、文筆家
- ハインツ・ホッペ（1924年 – 1993年）テノール歌手

## 引用と脚注
1. ↑  Statistisches Landesamt Baden-Württemberg – Bevölkerung nach Nationalität und Geschlecht am 31. Dezember 2023 (CSV-Datei)
2. ↑  広さの単位。地域や時代によりその広さには異同がある。ヴュルテンベルクでは1モルゲン = 約3.152m2。
3. ↑   Kreisbeschreibung. 3. p. 423: 合併する1818年までノイルスハイムは含まれていない。
4. ↑   Herwig John, Gabriele Wüst: Wappenbuch Rhein-Neckar-Kreis. Ubstadt-Weiher 1996, ISBN 3-929366-27-4, S. 37
5. ↑  Hans Huth: Die Kunstdenkmäler des Landkreises Mannheim: Ohne Stadt Schwetzingen. München 1967, S. 32